# Maurane Marinucci
Maurane Marinucci est une joueuse de football belge née le 13 octobre 1993.

## Biographie
Elle débute dans un petit club de la région liégeoise, la JS Molise, puis est transférée au Standard de Liège. En juin 2013, elle rejoint Saint-Trond mais à la suite du forfait général du club limbourgeois en BeNe Ligue, elle est libérée et part au RSC Anderlecht. En 2015, elle revient au Standard de Liège. Elle quitte le club liégeois en 2023 pour rejoindre Oud-Heverlee Louvain.
Elle a été championne de Belgique dans toutes les divisions nationales.

## Palmarès
- Championne de Belgique (3) : 2009 - 2012 - 2017
- Championne de Belgique D1 (1) : 2016
- Championne de Belgique D2 (1) : 2013
- Championne de Belgique D3 (1) : 2009
- Vainqueur de la Coupe de Belgique (2) : 2018, 2023
- Vainqueur de la Coupe de Belgique des équipes B (1) : 2009

### Bilan
- Neuf titres, tous avec le Standard de Liège

## Statistiques

### Ligue des Champions
- 2011-2012 : un match
- 2016-2017 : deux matchs
- 2017-2018 : trois matchs, un but